# Wakulentschuk
Wakulentschuk (ukrainisch und russisch Вакуленчук)  ist eine Siedlung städtischen Typs im Süden der ukrainischen Oblast Schytomyr mit etwa 2000 Einwohnern (2015).
Die 1952 als Garnison W. Korowynzi-2 der Sowjetarmee (В. Коровинці-2, abgeleitet von Welyki Korowynzi) gegründete Ortschaft erhielt am 1. Juli 1986 ihren heutigen Namen und den Status einer Siedlung städtischen Typs. Wakulentschuk liegt 16 km südöstlich vom ehemaligen Rajonzentrum Tschudniw und 68 km südwestlich von Schytomyr.
Am 12. Juni 2020 wurde die Siedlung ein Teil der Stadtgemeinde Tschudniw, bis dahin bildete sie die gleichnamige Siedlungsratsgemeinde Wakulentschuk (Вакуленчуківська селищна рада/Wakulentschukiwska selyschtschna rada) im Osten des Rajons Tschudniw.
Am 17. Juli 2020 kam es im Zuge einer großen Rajonsreform zum Anschluss des Rajonsgebietes an den Rajon Schytomyr.